# Фарнакиас
Фарнакиас (казнён в 423 до н. э.) — евнух, сторонник персидского царя Секудиана.
После смерти Артаксеркса I в 424 году до н. э. между его сыновьями началась борьба за власть. Сначала царём стал законный наследник Артаксеркса Ксеркс II. По словам Ктесия, Фарнакиас имел большое влияние на Ксеркса. Единокровный брат царя Секудиан, сын Артаксеркса от Алогуны, привлёк Фарнакиаса и некоторых других влиятельных лиц (включая Меностана) на свою сторону, и Ксеркс после 45-дневного правления был убит в собственной спальне. Когда в следующем году к власти пришёл ещё один сын Артаксеркса — Дарий II, Фарнакиас был казнён через забрасывание камнями, а взятый под стражу Меностан покончил жизнь самоубийством.